# 월명로
월명로(Wolmyeong-ro)는 충청북도 청주시 흥덕구 사창동 충대사거리와 흥덕구 강서동 송절교차로를 잇는 충청북도 청주시의 도로이다. 

## 주요 경유지
충청북도
- 청주시 흥덕구 사창동 - 서원구 (사창동 · 봉명2.송정동)

## 노선
| 이름           | 접속 노선          | 소재지 | 소재지 | 비고 |
| -------------- | ------------------ | ------ | ------ | ---- |
| 충대사거리     | 사직대로           | 흥덕구 | 사창동 |      |
| 철탑사거리     | 봉명로             | 흥덕구 | 송정동 |      |
| 봉정사거리     | 직지대로           | 흥덕구 | 송정동 |      |
| 월명공원사거리 | 백봉로             | 흥덕구 | 봉명동 |      |
| 송절 교차로    | 송절로             | 흥덕구 | 봉명동 |      |
| 송절2 교차로   | 2순환로 에스케이로 | 흥덕구 | 봉명동 |      |

## 주요 건물 및 시설
- 봉명고등학교 (충청북도 청주시 흥덕구 월명로 220)
- 청주흥덕경찰서 (충청북도 청주시 흥덕구 월명로 236)
- 오리온 청주엽업소 (충청북도 청주시 흥덕구 월명로 249)